# Jocs Olímpics d'Estiu de 1988
Els Jocs Olímpics d'Estiu de 1988, oficialment anomenats Jocs de la XXIV Olimpíada, es van celebrar a la ciutat de Seül (Corea del Sud) entre el 17 de setembre i el 2 d'octubre de 1988. Hi participaren 8.465 atletes (6.279 homes i 2.186 dones) de 159 comitès nacionals, que competiren en 29 esports i 237 especialitats.
Aquests foren els segons Jocs Olímpics d'Estiu realitzats al continent asiàtic després dels Jocs Olímpics d'Estiu de 1964 celebrats a Tòquio (Japó).
Per a la realització dels Jocs el Comitè Organitzador comptà amb l'ajuda de 27.221 voluntaris. Així mateix 11.331 periodistes cubriren la informació esportiva dels Jocs, dels quals 4.978 foren de premsa escrita i 6.353 de radiodifusió.

## Antecedents
En la 84a Sessió Plenària del Comitè Olímpic Internacional (COI), realitzada el 30 de setembre de 1981 a Baden-Baden (República Federal d'Alemanya), s'escollí com a seu dels Jocs Olímpics d'estiu de 1988 a la ciutat de Seül per davant de:
| Ciutat | Comitè Olímpic | Ronda 1 |
| Seül   | Corea del Sud  | 52      |
| Nagoya | Japó           | 27      |

## Comitès participants

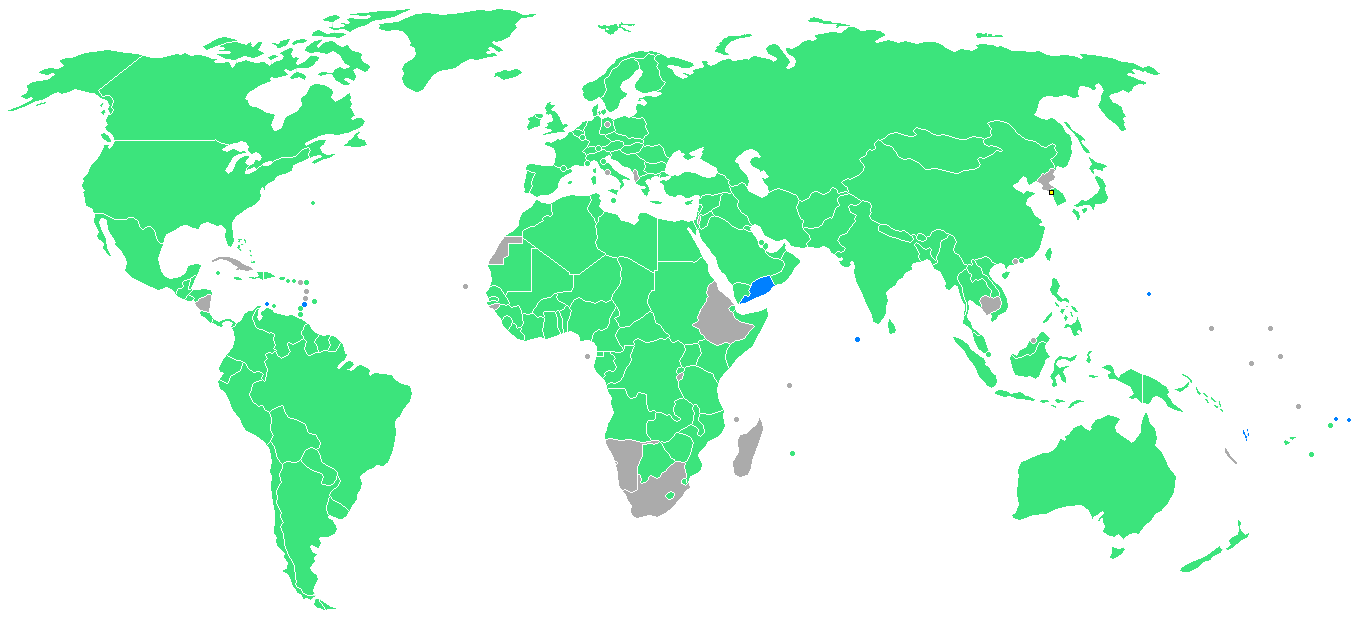
Països participants. Les nacions sombrejades de color blau participaren per primera vegada en aquests jocs.

En aquests Jocs participaren un total de 159 comitès nacionals diferents, el nombre més elevat fins al moment. En aquesta Jocs participaren per primera vegada els comitès d'Aruba, Guam, Iemen del Sud, illes Cook, Maldives, Saint Vincent i les Grenadines, Samoa Americana i Vanuatu.
Retornaren a la competició Afganistan, Angola, Bulgària, Burkina Faso (antigament Alt Volta), Hongria, Iran, Laos, Líbia, Mongòlia, Polònia, RDA, Txecoslovàquia, Unió Soviètica i el Vietnam, països que l'any 1984 havien participat en el boicot polític organitzat per la Unió Soviètica.
| - Afganistan (5) - Algèria (46) - Andorra (3) - Angola (29) - Antigua i Barbuda (16) - Antilles Neerl. (3) - Aràbia Saudita (14) - Argentina (125) - Aruba (8) - Austràlia (295) - Àustria (88) - Bahames (17) - Bahrain (11) - Bangladesh (6) - Barbados (17) - Bèlgica (65) - Belize (10) - Benín (7) - Bermudes (13) - Bhutan (3) - Birmània (2) - Bolívia (7) - Botswana (8) - Brasil (171) - Brunei (1) - Bulgària (186) - Burkina Faso (6) - Camerun (15) - Canadà (379) - Colòmbia (43) - Congo (9) - Corea del Sud (467) - Costa d'Ivori (32) - Costa Rica (16) - Dinamarca (92) - Djibouti (7) - Egipte (54) - Equador (26) - Espanya (269) - Estats Units (615) | - Filipines (33) - Fiji (24) - Finlàndia (79) - França (309) - Gabon (3) - Gàmbia (7) - Ghana (18) - Grècia (58) - Grenada (6) - Guam (20) - Guatemala (30) - Guinea (8) - Guinea Eq. (6) - Guyana (8) - Haití (4) - Hondures (7) - Hong Kong (49) - Hongria (203) - Iemen del Nord (11) - Iemen del Sud (8) - Illes Caiman (8) - Illes Cook (6) - Salomó (7) - Il. Verges UK (3) - Il. Verges EUA (26) - Índia (46) - Indonèsia (31) - Iran (27) - Iraq (31) - Irlanda (65) - Islàndia (32) - Israel (19) - Itàlia (305) - Iugoslàvia (157) - Jamaica (35) - Japó (289) - Jordània (9) - Kenya (76) - Kuwait (31) - Laos (6) | - Lesotho (6) - Líban (8) - Libèria (21) - Líbia (6) - Liechtenstein (12) - Luxemburg (8) - Malàisia (13) - Maldives (7) - Malawi (17) - Mali (6) - Malta (9) - Marroc (27) - Maurici (8) - Mauritània (6) - Mèxic (91) - Moçambic (6) - Mònaco (9) - Mongòlia (28) - Nepal (18) - Níger (8) - Nigèria (76) - Noruega (79) - Nova Zelanda (93) - Oman (13) - Països Baixos (192) - Pakistan (31) - Panamà (6) - Papua Nova Guinea (12) - Paraguai (1) - Perú (22) - Polònia (152) - Portugal (68) - Puerto Rico (70) - Qatar (12) - Regne Unit (369) - Rep. Centreafricana (16) - RDA (291) - Rep. Dominicana (16) - RFA (404) - Romania (64) | - Ruanda (6) - El Salvador (6) - Samoa (11) - Samoa Americana (6) - San Marino (11) - St. Vincent i G. (7) - Senegal (22) - Sierra Leone (15) - Singapur (8) - Síria (16) - Somàlia (7) - Sri Lanka (6) - Sudan (8) - Suècia (205) - Suïssa (109) - Surinam (6) - Eswatini (11) - Tailàndia (16) - Tanzània (10) - Tonga (6) - Togo (6) - Trinitat i Tobago (6) - Tunísia (41) - Turquia (50) - Txad (6) - Txecoslovàquia (171) - Uganda (25) - Unió Emirats Àrabs (12) - Unió Soviètica (514) - Uruguai (14) - Vanuatu (6) - Veneçuela (18) - Vietnam (10) - Xile (18) - R.P. de la Xina (293) - Xina-Taipei (90) - Xipre (9) - Zaire (18) - Zàmbia (31) - Zimbàbue (31) |

### Boicot polític
Quan el 1981 es va decidir donar a Seül l'organització dels jocs, Corea del Sud era un país amb un règim dictatorial, però la pressió local i internacional aconseguiren que es convoquessin eleccions. Si bé hi varen haver intents per compartir l'organització amb Corea del Nord, al final aquest país va decidir no participar-hi. Amb ells s'hi afegiren Albània, Cuba, Etiòpia, illes Seychelles, Madagascar i Nicaragua. Així i tot, la participació en nombre de països va superar la suma de països participants en les dues cites olímpiques anteriors i els habitants de Corea del Sud varen poder donar a conèixer el seu país i la seva hospitalitat.

## Esports disputats
En aquests Jocs Olímpics es diputaren 237 proves de 29 esports diferents:

## Seus
- Seus del Parc d'Esports de Seül 

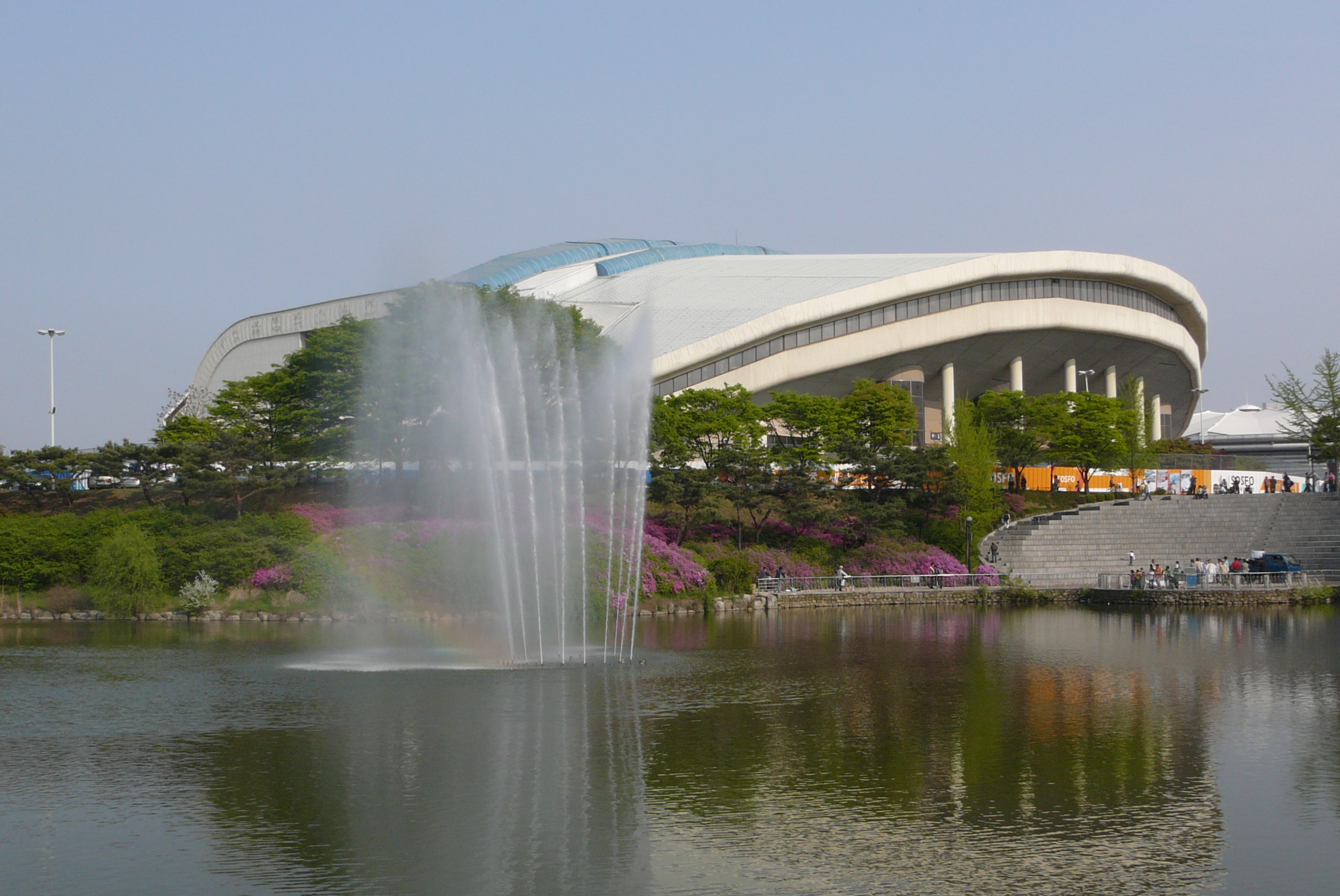
Exterior de la Piscina Jamsil

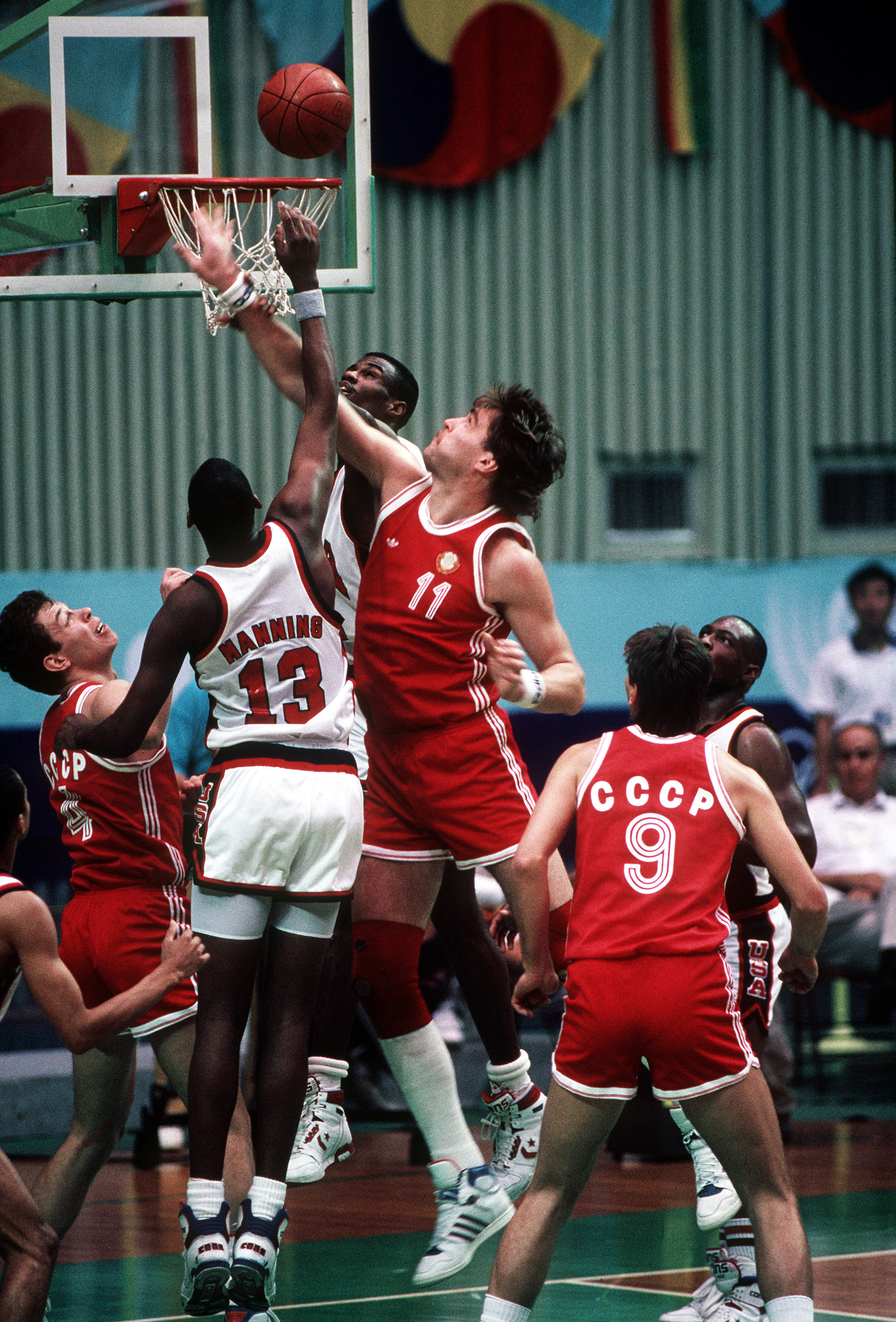
Competició de bàsquet

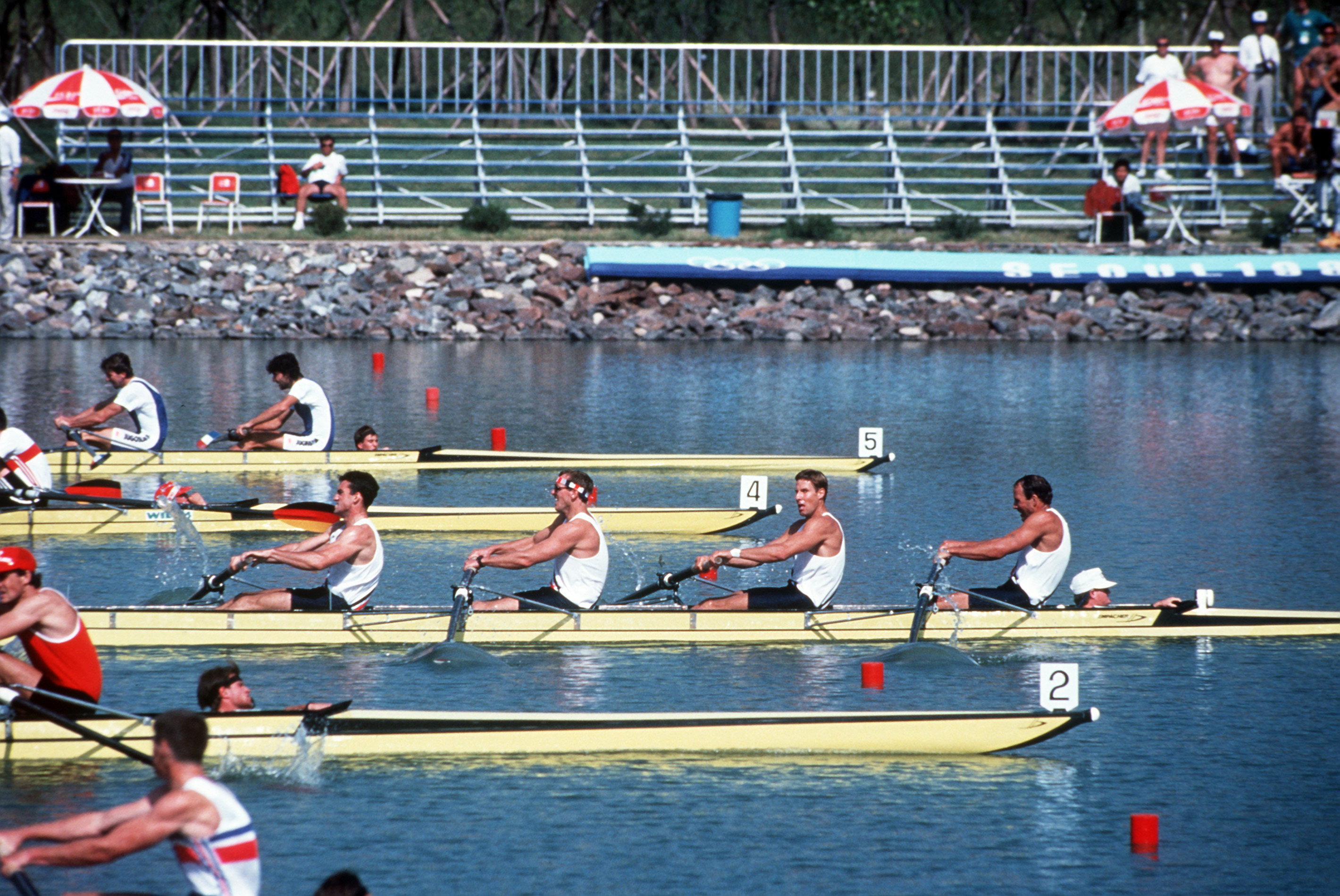
Prova de rem

  - Estadi Jamsil – cerimònies d'obertura/clausura, atletisme, futbol (final) i hípica (salts individuals)
  - Piscina Jamsil - natació, natació sincronitzada, pentatló modern (natació), salts i waterpolo
  - Gimnàs Jamsil - bàsquet i voleibol (final)
  - Gimn's estudiantil Jamsil - boxa
  - Estadi de beisbol Jamsil - beisbol (demostració)

- Seus del Parc Olímpic
  - Velòdrom olímpic – ciclisme (pista)
  - Gimnàs olímpic d'halterofília - halterofília
  - Gimnàs olímpic d'esgrima - esgrima i pentatló modern (esgrima)
  - Arena olímpica - gimnàstica
  - Centre olímpic de tennis - tennis
  - Mongchon Tosong – pentatló modern (cross)

- Altres seus a Seül
  - Parc eqüestre de Seül - hípica (excepte salts individuals) i pentatló modern (hípica)
  - Riu Han - piragüisme i rem
  - Saemaul Sports Hall – voleibol (preliminars)
  - Universitat de Hanyang - voleibol (preliminars)
  - Gimnàs Jangchung - taekwondo (demostració) i judo
  - Gimnàs Changchung – judo i taekwondo (demostració)
  - Universitat Nacional de Sül – bàdminton (demostració) i tennis de taula
  - Centre de bitlles - bitlles (demostració)
  - Estadi Dongdaemun – futbol (preliminars)
  - Camp de tir amb arc Hwarang - tir amb arc
  - Centre Internacional de tir – pentatló modern (tir) i tir olímpic
  - Carrers de Seül - atletisme (20/50 km marxa i marató)

- Seus fora de Seül
  - Gimnàs Sangmu (Seongnam) – lluita
  - Estadi Daejeon (Daejeon) – futbol (preliminars)
  - Estadi Daegu (Daegu) – futbol (preliminars)
  - Estadi Buson (Busan) – futbol (preliminars)
  - Estadi Gwangju (Gwangju) – futbol (preliminars)
  - Gimnàs Suwon (Suwon) – handbol
  - Estadi Seongnam (Seongnam) – hoquei sobre herba
  - Centre de regates Busan (Busan) – vela
  - Centre de curses Tongillo - ciclisme (ruta individual i contrarellotge)

## Aspectes destacats

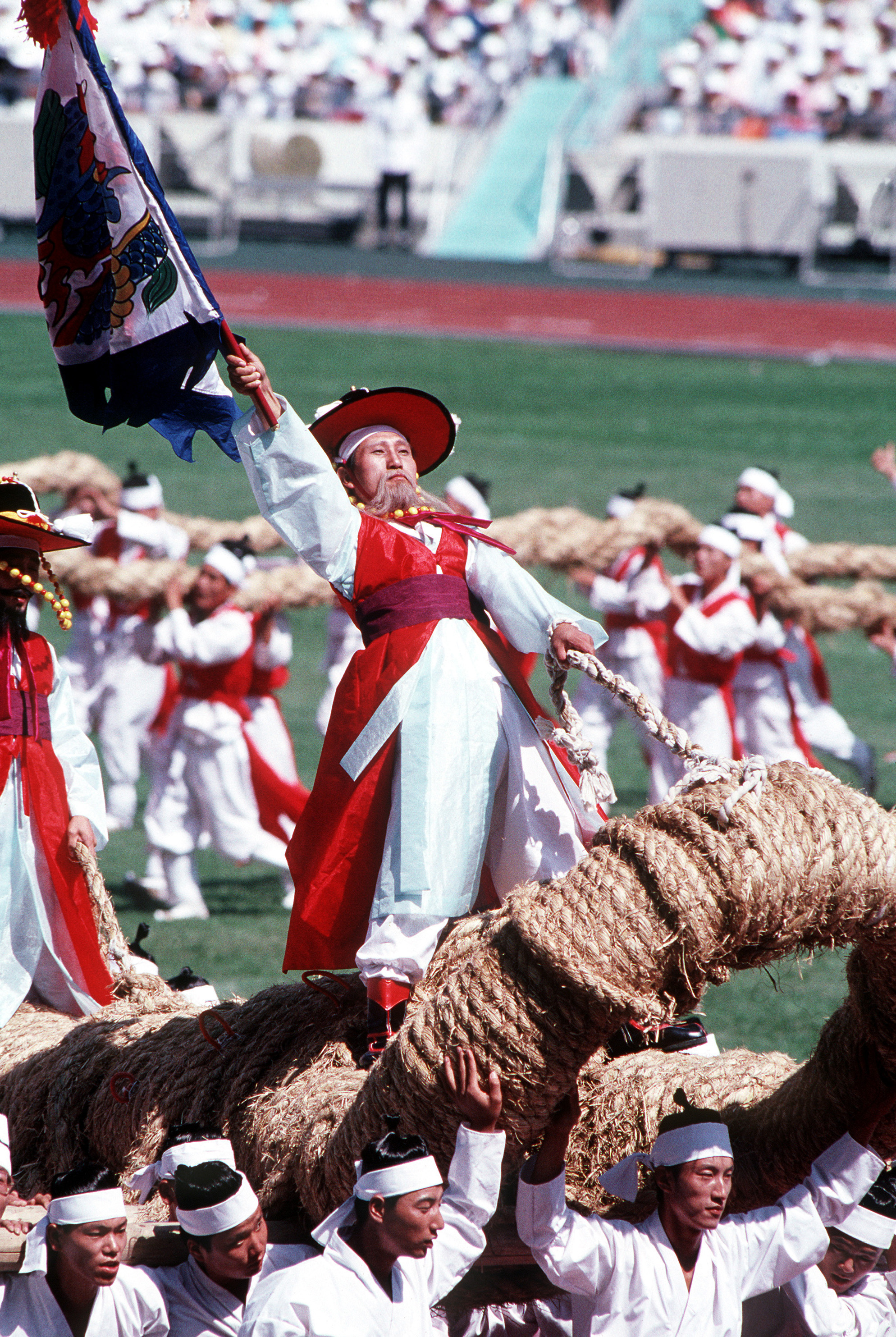
Instant de la Cerimònia d'Obertura dels Jocs.

- Les instal·lacions olímpiques varen incloure el Complex esportiu de Seül d'un milió de metres quadrats que integrava l'Estadi Olímpic, els pavellons de bàsquet i boxa i les instal·lacions d'hípica i beisbol. L'altre gran seu fou el Parc Olímpic que va incloure la piscina olímpica, el gimnàs, el velòdrom i els pavellons per esgrima i halterofília.

- Durant la cerimònia d'inauguració es presentaren grups de ballarines de tots els països on varen ocórrer els Jocs Olímpics. Durant la cerimònia de clausura, dones coreanes entregaren espelmes a les dones espanyoles per simbolitzar el canvi de seu de l'Olimpíada. La cançó oficial dels Jocs fou "Hand in hand" del grup Koreana.

- La mascota Hodori representava un llegendari tigre de les tradicions coreanes.

- Les proves anti-dopatge van ser l'estrella en aquests jocs amb la desqualificació de set atletes, entre els quals destaca Ben Johnson després de batre el rècord del món en la final de 100 metres llisos.

- En atletisme la gran estrella fou la nord-americana Florence Griffith-Joyner, aconseguint la victòria en els 100, 200 i el relleu 4x100. Per la seva banda Carl Lewis aconseguí la victòria al salt de llargada i, després de la desqualificació de Ben Johnson, en els 100 metres llisos, així com una plata en els 200 metres. Per la seva banda els atletes de Kenya aconseguiren la victòria en els 800, 1.500 m, 5.000 i 3.000 m obstacles. El soviètic Sergei Bubka aconseguí establir el rècord del món amb el salt amb perxa i la nord-americana Jackie Joyner en salt de llargada i heptatló.

- El tennis retornà a la competició olímpica dins del programa oficial dels jocs després de la seva absència des de l'any 1924 (en les edicions de 1968 i 1984 fou considerat esport de demostració). S'introduí el tennis taula a la competició oficial per primera vegada, i el bàdminton, beisbol i taekwondo es convertiren en esports de demostració. Així mateix es realitzà una prova de demostració de judo en categoria femenina i una competició de bitlles.

- La gimnàstica femenina va viure el duel entre la soviètica Ielena Xuixunova i la romanesa Daniela Silivas, aconseguint cada una d'elles set notes amb una puntuació de 10. La soviètica va aconseguir guanyar la final individual mentre que Silivas aconseguí tres ors en les finals per aparells. Entre les dues obtindrien 10 medalles. En categoria masculina el domini fou per Vladimir Artemov, que aconseguí quatre medalles d'or.

- En halterofília el turc Naim Suleymanoglu assolí batre en una mateixa nit 6 rècords munidals i 9 d'olímpics.

- En natació el nord-americà Matt Biondi fou el gran vencedor, adjudicant-se set medalles: cinc d'or, una de plata i una altra de bronze. Per la seva banda l'alemanya oriental Kristin Otto aconseguí sis medalles d'or, sent la primera nedadora a aconseguir aquest rècord.

- En futbol la Unió Soviètica donà la sorpresa al vèncer a la final al Brasil. En voleibol femení la Unió Soviètica donà la sorpresa en vèncer a la final al Perú, després que l'equip peruà guanyava 2-0 i 12 a 6 en el tercer set. Així mateix destacà l'eliminació de la selecció nord-americana de bàsquet a semifinals a mans de la Unió Soviètica.

- L'esgrimista sueca Kerstin Palm es convertí en la primera dona en participà en set Jocs consecutius, i per primera vegada a la història en hípica totes les proves foren guanyades per dones.

## Medaller

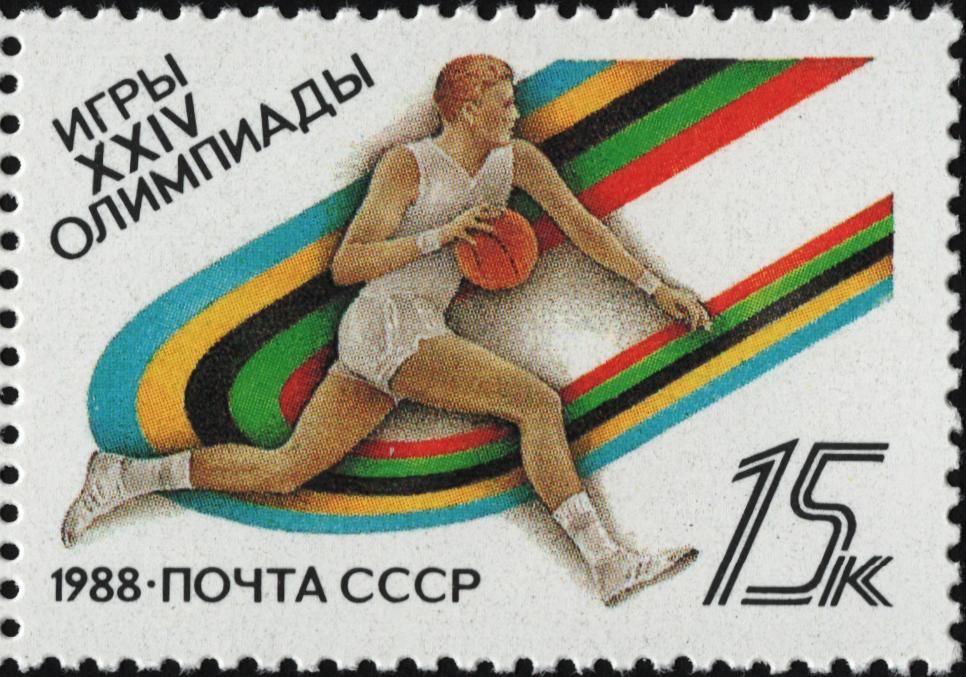
Segell commemoratiu soviètic dels Jocs Olímpics d'estiu de 1988.

| Pos. | Comitè Olímpic | Or | Plata | Bronze | Total |
| 1    | Unió Soviètica | 55 | 31    | 46     | 132   |
| 2    | RDA            | 37 | 35    | 30     | 102   |
| 3    | Estats Units   | 36 | 31    | 27     | 94    |
| 4    | Corea del Sud  | 12 | 10    | 11     | 33    |
| 5    | RFA            | 11 | 14    | 15     | 40    |
| 6    | Hongria        | 11 | 6     | 6      | 23    |
| 7    | Bulgària       | 10 | 12    | 13     | 35    |
| 8    | Romania        | 7  | 11    | 6      | 24    |
| 9    | França         | 6  | 4     | 6      | 16    |
| 10   | Itàlia         | 6  | 4     | 4      | 14    |

### Medallistes més guardonats
Categoria masculina
| Nom                | CON            | Disciplina | Or | Plata | Bronze | Total |
| Matt Biondi        | Estats Units   | Natació    | 5  | 1     | 1      | 7     |
| Vladimir Artemov   | Unió Soviètica | Gimnàstica | 4  | 1     | 0      | 5     |
| Dmitri Bilozertxev | Unió Soviètica | Gimnàstica | 3  | 0     | 1      | 4     |
| Valery Lyukin      | Unió Soviètica | Gimnàstica | 2  | 2     | 0      | 4     |
| Chris Jacobs       | Estats Units   | Natació    | 2  | 1     | 0      | 3     |
| Carl Lewis         | Estats Units   | Atletisme  | 2  | 1     | 0      | 3     |

Categoria femenina
| Nom                      | CON            | Disciplina | Or | Plata | Bronze | Total |
| Kristin Otto             | RDA            | Natació    | 6  | 0     | 0      | 6     |
| Daniela Silivaş          | Romania        | Gimnàstica | 3  | 2     | 1      | 6     |
| Florence Griffith-Joyner | Estats Units   | Atletisme  | 3  | 1     | 0      | 4     |
| Svetlana Boguínskaia     | Unió Soviètica | Gimnàstica | 2  | 1     | 1      | 4     |
| Ielena Xuixunova         | Unió Soviètica | Gimnàstica | 2  | 1     | 1      | 4     |
| Janet Evans              | Estats Units   | Natació    | 3  | 0     | 0      | 3     |
| Birgit Fischer           | RDA            | Piragüisme | 2  | 1     | 0      | 3     |